# Hierro (serie de televisión)
Hierro es una serie española de televisión, mezcla de thriller y drama, original de Movistar+ estrenada el 7 de junio de 2019. La serie narra la llegada de una jueza a la isla de El Hierro (Canarias, España), que tratará de resolver un asesinato. La serie tiene dos temporadas emitidas (2019 y 2021) de 8 y 6 capítulos cada una, con una duración de aproximadamente 50 minutos por episodio. 
La serie está creada por Pepe Coira, dirigida por Jorge Coira y producida por las hispano-francesas Portocabo, Atlantique Productions y Arte France, para Movistar+. Está protagonizada por Candela Peña y Darío Grandinetti. El estreno de la segunda y última temporada de la serie fue el 19 de febrero de 2021.

## Sinopsis

### Primera temporada
Una jueza llega a la isla de El Hierro y tiene que adaptarse a un nuevo modo de vida, mientras trata de resolver, junto a la Guardia Civil, un asesinato producido en la isla.

### Segunda temporada
La jueza trata de resolver la custodia compartida de una familia; el conflicto, mezclado con los problemas de extorsión y narcotráfico de la isla, desemboca en una desaparición y asesinato.

## Trama
Candela (Candela Peña) es una jueza que ha sido destinada a El Hierro, aparentemente por su comportamiento poco ortodoxo, y debe adaptarse a un nuevo modo de vida mientras se enfrenta a un caso: un joven habitante de la isla, Fran (Álex Zacharias), ha sido asesinado la víspera de su boda, y el primer sospechoso es Antonio Díaz (Darío Grandinetti), oscuro empresario y padre de la novia del muerto. Según avanza la investigación, los problemas de narcotráfico y extorsión producidos en la isla sacuden nuevamente a la jueza, que deberá enfrentarse a sus propios problemas familiares y, en la segunda temporada, resolver la custodia compartida de una familia.

## Producción
Originalmente el proyecto, anunciado en 2016, estaba siendo producido por Portocabo (una filial de Boomerang TV) para la cadena laSexta de Atresmedia, pero fue cancelado durante el proceso de guion debido a la consolidación de otras apuestas de la cadena principal del grupo, Antena 3, por el mismo tipo de series, como Vis a vis o Mar de plástico.
En 2018, sin embargo, la plataforma bajo demanda Movistar+ y la cadena germano-francesa Arte rescataron la serie, arrancando su rodaje en la isla de El Hierro en mayo de ese mismo año y con la productora francesa Atlantique Productions sumándose a Portocabo.
Fue preestrenada en el Festival Séries Mania en Lille, Francia el 26 de marzo de 2019 y se estrenó en España el 7 de junio de 2019 a través de Movistar+. El 3 de septiembre de 2019, la serie fue renovada para una segunda y última temporada, que se estrenó en España el 19 de febrero de 2021.

## Reparto

### Tabla del reparto
| Actor / Actriz          | Personaje                       | Temporada             | Temporada             |
| Actor / Actriz          | Personaje                       | 1                     | 2                     |
| Principales             | Principales                     | Principales           | Principales           |
| ----------------------- | ------------------------------- | --------------------- | --------------------- |
| Candela Peña            | Candela Montes                  | Principal             | Principal             |
| Darío Grandinetti       | Antonio Díaz Martínez           | Principal             | Principal             |
| Juan Carlos Vellido     | Alejandro Morata                | Principal             |                       |
| Mónica López            | Reyes Baute García              | Principal             |                       |
| Kimberley Tell          | Pilar Díaz                      | Principal             | Principal             |
| Luifer Rodríguez        | Bernardo Valcárcel              | Principal             | Principal             |
| Yaiza Guimaré           | Elvira                          | Principal             | Colaboración especial |
| Mari Carmen Sánchez     | Asunción                        | Principal             |                       |
| Maykol Hernández        | Braulio Álvarez                 | Principal             | Principal             |
| Isaac Dos Santos        | Yerai Márquez Baute             | Principal             |                       |
| Tania Santana           | Idaira Dueñas Millán            | Principal             | Principal             |
| Marga Arnau             | Ángela                          | Principal             | Principal             |
| Ángel Casanova          | Nicolás "Nico"                  | Principal             | Principal             |
| Saulo Trujillo          | Daniel Iglesias Núñez           | Principal             | Colaboración especial |
| Antonia San Juan        | Begoña Corcuera "Samir"         | Colaboración especial |                       |
| Matias Varela           | Gaspar Cabrera Linares          |                       | Principal             |
| Norberto Trujillo       | Pablo Cabrera Soto              | Recurrente            | Principal             |
| Aroha Hafez             | Lucía Dueñas Martínez           |                       | Principal             |
| Ciro Miró               | Alfredo Dueñas Martínez         |                       | Principal             |
| Naira Lleó              | Ágata Cabrera Dueñas            |                       | Principal             |
| Helena Sempere          | Dácil Cabrera Dueñas            |                       | Principal             |
| Enrique Alcides         | Fadi Najjar Corcuera            |                       | Principal             |
| Iris Díaz               | Cruz                            |                       | Principal             |
| Aina Clotet             | Tamara Arias                    |                       | Principal             |
| Celia Castro            | Clara Corcuera                  |                       | Principal             |
| Antonio Durán "Morris"  | Claudio Janeiro                 |                       | Colaboración especial |
| Recurrentes e invitados |                                 |                       |                       |
| Vicente Ayala           | Méndez                          | Recurrente            | Recurrente            |
| Mingo Ávila             | Sergio                          | Recurrente            |                       |
| Lorenzo Garzón          | Nazario                         | Recurrente            |                       |
| José Luis de Madariaga  | Gumersindo                      | Recurrente            | Invitado              |
| Nira Díaz               | Viviana "Vivi" Castro Fernández | Recurrente            |                       |
| Raquel Herrera          | Yaiza López Fernando            | Recurrente            |                       |
| Joche Rubio             | Chedey                          | Recurrente            | Recurrente            |
| Alex Zacharias          | Francisco "Fran" Padrón         | Recurrente            |                       |
| Miguel Mota             | Fiscal                          | Recurrente            | Invitado              |
| Cristóbal Pinto         | Tomás                           | Recurrente            |                       |
| Roberto Bonacini        | Gino                            | Recurrente            |                       |
| Khaled Kouka            | Carlos Sánchez "Harley"         | Recurrente            |                       |
| Chicho Castillo         | Padre de Daniel                 | Recurrente            |                       |
| Yanai Cruz              | Nisa                            |                       | Recurrente            |
| Fernando Navas          | Javier Betancort                |                       | Recurrente            |

### Primera temporada

#### Reparto principal
- Candela Peña como Jueza Candela Montes
- Darío Grandinetti como Antonio Díaz Martínez
- Juan Carlos Vellido como Sargento Alejandro Morata
- Mónica López como Reyes Baute García[a] (Episodio 1 - Episodio 5)
- Kimberley Tell como Pilar Díaz
- Luifer Rodríguez como Bernardo Valcárcel
- Yaiza Guimaré como Elvira
- Mari Carmen Sánchez como Asunción
- Maykol Hernández como Braulio Álvarez
- Isaac Dos Santos como Yerai Márquez Baute
- Tania Santana como Idaira Dueñas Millán
- Marga Arnau como Ángela
- Ángel Casanova como Nicolás "Nico"
- Saulo Trujillo como Daniel Iglesias Núñez[b]

con la colaboración especial de
- Antonia San Juan como Begoña Corcuera "Samir" (Episodio 2 - Episodio 4; Episodio 6 - Episodio 8)

#### Reparto recurrente
- Vicente Ayala como Méndez
- Norberto Trujillo  como Pablo Cabrera Soto
- Mingo Ávila como Sergio (Episodio 1 - Episodio 3; Episodio 5 - Episodio 8)
- Lorenzo Garzón como Nazario (Episodio 1 - Episodio 3; Episodio 7)
- José Luis de Madariaga como Gumersindo (Episodio 1 - Episodio 3; Episodio 7)
- Nira Díaz como Viviana "Vivi" Castro Fernández (Episodio 1 - Episodio 3; Episodio 5 - Episodio 8)
- Raquel Herrera como Yaiza López Fernando (Episodio 1 - Episodio 3; Episodio 5 - Episodio 6)
- Joche Rubio como Chedey (Episodio 1 - Episodio 3; Episodio 5 - Episodio 8)
- Alex Zacharias como Francisco "Fran" Padrón (Episodio 1 - Episodio 4)
- Miguel Mota como Fiscal (Episodio 2; Episodio 5; Episodio 7)
- Cristóbal Pinto como Tomás (Episodio 2 - Episodio 8)
- Roberto Bonacini como Gino (Episodio 2 - Episodio 6)
- Khaled Kouka como Carlos Sánchez "Harley" (Episodio 4; Episodio 6 - Episodio 8)
- Pedro Martín como Esteban (Episodio 4)
- Chicho Castillo como Padre de Daniel (Episodio 5 - Episodio 7)
- Leticia Etala como Marta Sarmiento (Episodio 7)

### Segunda temporada

#### Reparto principal
- Candela Peña como Jueza Candela Montes
- Darío Grandinetti como Antonio Díaz Martínez
- Matias Varela como Gaspar Cabrera Linares (Episodio 1 - Episodio 4; Episodio 6)
- Luifer Rodríguez como Bernardo Valcárcel
- Kimberley Tell como Pilar Díaz
- Norberto Trujillo  como Pablo Cabrera Soto
- Aroha Hafez como Lucía Dueñas Martínez
- Ciro Miró como Alfredo Dueñas Martínez
- Naira Lleó como Ágata Cabrera Dueñas
- Helena Sempere como Dácil Cabrera Dueñas
- Enrique Alcides como Fadi Najjar Corcuera
- Iris Díaz como Cruz
- Aina Clotet como Tamara Arias (Episodio 1 - Episodio 5)
- Celia Castro como Clara Corcuera
- Maykol Hernández como Braulio Álvarez
- Tania Santana como Idaira Dueñas Millán
- Marga Arnau como Ángela
- Ángel Casanova como Nicolás "Nico"

con la colaboración especial de
- Antonio Durán "Morris" como Claudio Janeiro (Episodio 1 - Episodio 2)
- Yaiza Guimaré como Elvira (Episodio 2; Episodio 5)
- Saulo Trujillo como Daniel Iglesias Núñez (Episodio 2)

#### Reparto secundario
- Joche Rubio como Chedey (Episodio 1 - Episodio 2; Episodio 4 - Episodio 6)
- Vicente Ayala como Méndez (Episodio 1 - Episodio 2; Episodio 6)
- Miguel Mota como Fiscal (Episodio 1; Episodio 3)
- Yanai Cruz como Nisa (Episodio 1 - Episodio 2; Episodio 4 - Episodio 6)
- Iolanda Muíños como Marisa (Episodio 2 - Episodio 3)
- Fernando Navas como Javier Betancort (Episodio 2 - Episodio 3; Episodio 5 - Episodio 6)
- José Luis de Madariaga como Gumersindo (Episodio 2; Episodio 4)
- Iríome del Toro como Sebastián (Episodio 2; Episodio 6)
- Maxi Ojeda como Sagrario (Episodio 2)
- Raúl Prieto como Brito (Episodio 5 - Episodio 6)
- José Antonio González como Ángel Cuéllar (Episodio 5)
- Aarón Gómez como Rafa (Episodio 5)

## Episodios
| Temporada | Temporada | Episodios | Episodios | Lanzamiento original  | Lanzamiento original  |
| --------- | --------- | --------- | --------- | --------------------- | --------------------- |
|           | 1         | 8         | 8         | 7 de junio de 2019    | 7 de junio de 2019    |
|           | 2         | 6         | 6         | 19 de febrero de 2021 | 19 de febrero de 2021 |

### Primera temporada (2019)
| N.º (serie) | N.º (temp.) | Título       | Dirección   | Guion                                                                                         | Fecha de emisión   |
| ----------- | ----------- | ------------ | ----------- | --------------------------------------------------------------------------------------------- | ------------------ |
| 1           | 1           | «Episodio 1» | Jorge Coira | Argumento: Pepe Coira, Fran Araújo, Araceli Gonda y Cruz Coral Guion: Pepe Coira              | 7 de junio de 2019 |
| 2           | 2           | «Episodio 2» | Jorge Coira | Argumento: Pepe Coira, Fran Araújo, Araceli Gonda y Cruz Coral Guion: Pepe Coira y Cruz Coral | 7 de junio de 2019 |
| 3           | 3           | «Episodio 3» | Jorge Coira | Argumento: Pepe Coira, Fran Araújo, Araceli Gonda y Cruz Coral Guion: Araceli Gonda           | 7 de junio de 2019 |
| 4           | 4           | «Episodio 4» | Jorge Coira | Argumento: Pepe Coira, Fran Araújo, Araceli Gonda y Cruz Coral Guion: Fran Araújo             | 7 de junio de 2019 |
| 5           | 5           | «Episodio 5» | Jorge Coira | Argumento: Pepe Coira y Fran Araújo Guion: Araceli Gonda                                      | 7 de junio de 2019 |
| 6           | 6           | «Episodio 6» | Jorge Coira | Argumento: Pepe Coira y Fran Araújo Guion: Pepe Coira y Carlos Portela                        | 7 de junio de 2019 |
| 7           | 7           | «Episodio 7» | Jorge Coira | Argumento: Pepe Coira y Fran Araújo Guion: Pepe Coira                                         | 7 de junio de 2019 |
| 8           | 8           | «Episodio 8» | Jorge Coira | Argumento: Pepe Coira y Fran Araújo Guion: Pepe Coira                                         | 7 de junio de 2019 |

### Segunda temporada (2021)
| N.º (serie) | N.º (temp.) | Título       | Dirección   | Guion                                                                                | Fecha de emisión      | Audiencias                               |
| ----------- | ----------- | ------------ | ----------- | ------------------------------------------------------------------------------------ | --------------------- | ---------------------------------------- |
| 9           | 1           | «Episodio 1» | Jorge Coira | Argumento: Pepe Coira, Fran Araújo y Eligio R. Montero Guion: Pepe Coira             | 19 de febrero de 2021 | 54 000 (0,3%)Más diferido 306 000 (1,7%) |
| 10          | 2           | «Episodio 2» | Jorge Coira | Argumento: Pepe Coira y Fran Araújo Guion: Pepe Coira                                | 19 de febrero de 2021 | 71 000 (0,4%)Más diferido 382 000 (2,2%) |
| 11          | 3           | «Episodio 3» | Jorge Coira | Argumento: Pepe Coira, Fran Araújo, Lidia Fraga y Araceli Gonda Guion: Araceli Gonda | 26 de febrero de 2021 | 55 000 (0,3%)Más diferido 412 000 (2,2%) |
| 12          | 4           | «Episodio 4» | Jorge Coira | Argumento: Pepe Coira, Fran Araújo y Araceli Gonda Guion: Araceli Gonda y Pepe Coira | 5 de marzo de 2021    | 39 000 (0,2%)Más diferido 478 000 (2,5%) |
| 13          | 5           | «Episodio 5» | Jorge Coira | Argumento: Pepe Coira y Fran Araújo Guion: Pepe Coira                                | 12 de marzo de 2021   | —                                        |
| 14          | 6           | «Episodio 6» | Jorge Coira | Argumento: Pepe Coira y Fran Araújo Guion: Pepe Coira                                | 19 de marzo de 2021   | 66 000 (0,4%)Más diferido 546 000 (3,3%) |

## Recepción

### Reconocimientos
| Año  | Premiación                       | Categoría                                                | Nominado(s)                                                                         | Resultado | Ref.   |
| ---- | -------------------------------- | -------------------------------------------------------- | ----------------------------------------------------------------------------------- | --------- | ------ |
| 2019 | Premios Ondas                    | Mejor intérprete femenina en ficción                     | Candela Peña                                                                        | Ganadora  | [ 17 ] |
| 2019 | Premios Ondas                    | Mejor serie española                                     | Hierro                                                                              | Ganadora  | [ 17 ] |
| 2019 | Premios Feroz                    | Premio Feroz a la mejor serie dramática                  | Hierro                                                                              | Ganadora  | [ 18 ] |
| 2019 | Premios Feroz                    | Premio Feroz a la mejor actriz protagonista de una serie | Candela Peña                                                                        | Ganadora  | [ 18 ] |
| 2019 | Premios Iris                     | Premio Iris a la mejor Ficción                           | Hierro                                                                              | Nominado  | [ 19 ] |
| 2019 | Premios Iris                     | Premio Iris a la mejor interpretación femenina           | Candela Peña                                                                        | Nominada  | [ 19 ] |
| 2019 | Premios Iris                     | Premio Iris al mejor guion                               | Pepe Coira                                                                          | Ganador   | [ 19 ] |
| 2019 | Premios MiM Series               | Premio MiM a mejor actriz de drama                       | Candela Peña                                                                        | Ganadora  | [ 20 ] |
| 2020 | Premios Mestre Mateo             | Mejor serie de televisión                                | Hierro                                                                              | Ganadora  | [ 21 ] |
| 2020 | Premios Mestre Mateo             | Mejor Dirección de Producción                            | Ana Míguez                                                                          | Ganadora  | [ 21 ] |
| 2020 | Premios Mestre Mateo             | Mejor Guion                                              | Pepe Coira, Fran Araújo, Coral Cruz, Araceli Gonda, Alberto Marini y Carlos Portela | Ganadores | [ 21 ] |
| 2020 | Premios Mestre Mateo             | Mejor Música Original                                    | ELBA FERNÁNDEZ y XAVI FONT                                                          | Ganadores | [ 21 ] |
| 2020 | Premios Fotogramas de Plata      | Mejor actriz de televisión                               | Candela Peña                                                                        | Nominada  | [ 22 ] |
| 2020 | Premios de la Unión de Actores   | Mejor actriz protagonista                                | Candela Peña                                                                        | Ganadora  | [ 23 ] |
| 2020 | Premios ALMA                     | Premio al Mejor Guion de Serie Dramática                 | Pepe Coira, Fran Araújo, Coral Cruz, Araceli Gonda, Alberto Marini y Carlos Portela | Ganadores | [ 24 ] |
| 2020 | Premios de Televisión de Venecia | Mejor Serie de TV                                        | Hierro                                                                              | Nominada  | [ 25 ] |
| 2021 | Premios Iris                     | Premio Iris a la mejor Ficción                           | Hierro                                                                              | Nominada  | [ 26 ] |
| 2021 | Premios Iris                     | Premio Iris a la mejor interpretación femenina           | Candela Peña                                                                        | Ganadora  | [ 26 ] |
| 2021 | Premios Iris                     | Premio Iris a la mejor interpretación masculina          | Dario Grandinetti                                                                   | Nominado  | [ 26 ] |
| 2021 | Premios Iris                     | Premio Iris al mejor dirección                           | Jorge Coira                                                                         | Nominado  | [ 26 ] |
| 2021 | Premios Iris                     | Premio Iris al mejor guion                               | Pepe Coira                                                                          | Nominado  | [ 26 ] |
| 2021 | Premios Forqué                   | Mejor serie de ficción                                   | Hierro                                                                              | Ganadora  | [ 27 ] |
| 2021 | Premios Forqué                   | Mejor intérprete masculino en serie                      | Dario Grandinetti                                                                   | Nominado  | [ 27 ] |
| 2021 | Premios Forqué                   | Mejor intérprete femenina en serie                       | Candela Peña                                                                        | Ganadora  | [ 27 ] |
| 2021 | Premios Feroz                    | Premio Feroz a la mejor serie dramática                  | Hierro                                                                              | Nominada  | [ 28 ] |
| 2021 | Premios Feroz                    | Premio Feroz a la mejor actriz protagonista de una serie | Candela Peña                                                                        | Nominada  | [ 28 ] |
| 2021 | Premios Feroz                    | Premio Feroz al mejor actor protagonista de una serie    | Dario Grandinetti                                                                   | Nominado  | [ 28 ] |
| 2021 | Premios MiM Series               | DAMA a la mejor serie de drama                           | Hierro                                                                              | Nominada  | [ 29 ] |
| 2021 | Premios MiM Series               | MiM al mejor de guion                                    | Fran Araújo, Pepe Coira, Araceli Gonda, Lidia Fraga y Eligio R. Montero             | Ganadores | [ 29 ] |